# قتل فراقضایی
قتل فراقضایی (به انگلیسی: Extrajudicial killing) (همچنین اعدام فراقضایی (انگلیسی: extrajudicial execution)) به کشتن یک یا چند فرد توسط مقامات دولتی گفته می‌شود که بدون اجازهٔ قوه قضائیه یا روند قانونی انجام می‌شود و با رویه عادلانه مطابقت ندارد. اهداف قتل‌های فراقضایی اغلب رهبران سیاسی، مذهبی، اجتماعی یا اتحادیه‌های کارگری مخالف هستند که به تنهایی توسط سازمان‌های (مخفی) دولتی یا دیگر نیروهای دولتی مانند نیروهای مسلح یا پلیس انجام می‌شود. اعدام فراقضایی شامل مواردی که مقامات دولتی تحت انگیزه‌های کاملاً شخصی دست به جرم می‌زنند نمی‌شود.
امروزه اعدام‌های فراقضایی در کشورهایی مانند سوریه، عراق، مصر، لیبی، آمریکای مرکزی، هند، مکزیک، کلمبیا، برزیل، ونزوئلا، اندونزی، افغانستان پاکستان، بنگلادش، بسیاری از کشورها و مناطق در آفریقا، همانند جمهوری دموکراتیک کنگو و بوروندی، جامائیکا، کوزوو، روسیه، ازبکستان، بخش‌هایی از تایلند، ترکیه، فیلیپین، تاجیکستان، پاپوآ گینه نو، و نیروهای اسرائیل انجام می‌شوند.

## ایران
تاریخچهٔ معاصر استفاده گسترده از اعدام‌های فراقضایی در ایران پس از انقلاب اسلامی استفاده از اینگونه قتل‌ها افزایش یافت و نظام اسلامی ایران در دهه‌های ۱۹۷۰، ۱۹۸۰ و ۱۹۹۰ به صورت وسیع دست به اعدام‌های فراقضایی مخالفین خود زد. برخی از نمونه‌های آن قتل‌های زنجیره‌ای سیاسی، اعدام‌های تابستان ۱۳۶۷ و بمب‌گذاری آمیا می‌باشند.

## افغانستان
استفاده گسترده از اعدام‌های فراقضایی در افغانستان در زمان جمهوری دموکراتیک افغانستان آغاز شد و در زمان جنگ‌های داخلی به اوج خود رسید. اگرچه حتی پس از سقوط طالبان دیدبان حقوق بشر دولت حامد کرزی را محکوم به قتل، شکنجه و تجاوز جنسی کرد.

### کتاب‌ها
- پیتر تامسن (2011). The Wars of Afghanistan: Messianic Terrorism, Tribal Conflicts, and the Failures of Great Powers. PublicAffairs. ISBN 978-1-58648-763-8.